# Grand Prix Formule 1 van Oostenrijk 1973
De Grand Prix Formule 1 van Oostenrijk 1973 werd gehouden op 19 augustus 1973 op de Österreichring.

## Uitslag
| Positie | Nummer | Rijder                | Team              | Ronden | Tijd/Opgave      | Startplaats | Punten |
| ------- | ------ | --------------------- | ----------------- | ------ | ---------------- | ----------- | ------ |
| 1       | 2      | Ronnie Peterson       | Lotus-Ford        | 54     | 1:28:49.2        | 2           | 9      |
| 2       | 5      | Jackie Stewart        | Tyrrell-Ford      | 54     | 9.01             | 7           | 6      |
| 3       | 24     | Carlos Pace           | Surtees-Ford      | 54     | 46.64            | 8           | 4      |
| 4       | 10     | Carlos Reutemann      | Brabham-Ford      | 54     | 47.91            | 5           | 3      |
| 5       | 20     | Jean-Pierre Beltoise  | BRM               | 54     | + 1:21.30        | 13          | 2      |
| 6       | 19     | Clay Regazzoni        | BRM               | 54     | + 1:38.40        | 14          | 1      |
| 7       | 4      | Arturo Merzario       | Ferrari           | 53     | +1 Ronde         | 6           |        |
| 8       | 7      | Denny Hulme           | McLaren-Ford      | 53     | +1 Ronde         | 3           |        |
| 9       | 26     | Gijs van Lennep       | Iso Marlboro-Ford | 52     | +2 Ronden        | 23          |        |
| 10      | 23     | Mike Hailwood         | Surtees-Ford      | 49     | +5 Ronden        | 15          |        |
| NF      | 1      | Emerson Fittipaldi    | Lotus-Ford        | 48     | Benzinesysteem   | 1           |        |
| NC      | 25     | Howden Ganley         | Iso Marlboro-Ford | 44     | Niet geklasseerd | 21          |        |
| NF      | 18     | Jean-Pierre Jarier    | March-Ford        | 37     | Motor            | 12          |        |
| NF      | 28     | Rikky von Opel        | Ensign-Ford       | 34     | Benzinesysteem   | 19          |        |
| NF      | 11     | Wilson Fittipaldi Jr. | Brabham-Ford      | 31     | Benzinesysteem   | 16          |        |
| NF      | 12     | Graham Hill           | Shadow-Ford       | 28     | Ophanging        | 22          |        |
| NF      | 16     | George Follmer        | Shadow-Ford       | 23     | Differential     | 20          |        |
| NF      | 9      | Rolf Stommelen        | Brabham-Ford      | 21     | Wiel             | 17          |        |
| NF      | 17     | Jackie Oliver         | Shadow-Ford       | 9      | Benzinesysteem   | 18          |        |
| NF      | 6      | François Cevert       | Tyrrell-Ford      | 6      | Ophanging        | 10          |        |
| NF      | 27     | James Hunt            | March-Ford        | 3      | Injectie         | 9           |        |
| NF      | 8      | Peter Revson          | McLaren-Ford      | 0      | Koppeling        | 4           |        |
| NF      | 15     | Mike Beuttler         | March-Ford        | 0      | Botsing          | 11          |        |

## Statistieken
| Pole-position | Emerson Fittipaldi | Lotus-Ford   | 1:34.98 |
| Snelste ronde | Carlos Pace        | Surtees-Ford | 1:37.29 |

## Noot
- Eerste podiumplaats voor Carlos Pace.

1963 · 1964 · 1970 · 1971 · 1972 · 1973 · 1974 · 1975 · 1976 · 1977 · 1978 · 1979 · 1980 · 1981 · 1982 · 1983 · 1984 · 1985 · 1986 · 1987 · 1997 · 1998 · 1999 · 2000 · 2001 · 2002 · 2003 · 2014 · 2015 · 2016 · 2017 · 2018 · 2019 · 2020 · 2021 · 2022 · 2023 · 2024 · 2025